# Aram J. Pothier
Aram Jules Pothier (ur. 26 lipca 1854, zm. 4 lutego 1928) – amerykański bankier i polityk z francusko-kanadyjskim pochodzeniem. Służył jako 51. i 55. Gubernator Rhode Island.

## Życie prywatne
Urodził się w Quebecu w Kanadzie. Jego rodzicami byli Jules i Domiltilde (z domu Dallarie). Ukończył Nicolet College, znajdujący się w jego rodzinnym mieście. Gdy ukończył szkołę jego rodzice już mieszkali w Woonsocket w Rhode Island. Aram przeniósł się do nich.
Około 1881 roku ojciec Pothiera kupił niewielki dom przy Pond Street, w którym Aram mieszkał aż do swojej śmierci (która nastąpił a, gdy obejmował funkcję gubernatora) w 1928.
Pothier pracował jako urzędnik byłego kongresmena o imieniu Latimer Whipple Ballou w Woonsocket Institute for Savings. W 1900 na jednej z paryskich wystaw poznał swoją żonę, Françoise de Charmign. Pobrali się w 1902 w Bridgeport.